# Yuki Ebihara
Yuki Ebihara ((海老原 有希?, Ebihara Yuki; Kaminokawa, 28 ottobre 1985) è una giavellottista giapponese, ha partecipato a due edizioni dei Giochi olimpici a Londra 2012 e Rio de Janeiro 2016.

## Palmarès
| Anno | Manifestazione               | Sede           | Evento                 | Risultato | Prestazione | Note |
| ---- | ---------------------------- | -------------- | ---------------------- | --------- | ----------- | ---- |
| 2004 | Mondiali juniores            | Grosseto       | Lancio del giavellotto | 5ª        | 54,44 m     |      |
| 2004 | Campionati asiatici juniores | Ipoh           | Lancio del giavellotto | Bronzo    | 52,07 m     |      |
| 2006 | Giochi asiatici              | Doha           | Lancio del giavellotto | Bronzo    | 57,47 m     |      |
| 2007 | Universiadi                  | Bangkok        | Lancio del giavellotto | 8ª        | 55,31 m     |      |
| 2009 | Mondiali                     | Berlino        | Lancio del giavellotto | 24ª (q)   | 54,81 m     |      |
| 2009 | Campionati asiatici          | Canton         | Lancio del giavellotto | 4ª        | 53,18 m     |      |
| 2010 | Giochi asiatici              | Canton         | Lancio del giavellotto | Oro       | 61,56 m     |      |
| 2011 | Mondiali                     | Taegu          | Lancio del giavellotto | 8ª        | 59,08 m     |      |
| 2012 | Giochi olimpici              | Londra         | Lancio del giavellotto | 16ª (q)   | 59,25 m     |      |
| 2013 | Mondiali                     | Mosca          | Lancio del giavellotto | 16ª (q)   | 59,80 m     |      |
| 2014 | Giochi asiatici              | Incheon        | Lancio del giavellotto | 4ª        | 58,72 m     |      |
| 2015 | Mondiali                     | Pechino        | Lancio del giavellotto | 19ª (q)   | 60,30 m     |      |
| 2016 | Giochi olimpici              | Rio de Janeiro | Lancio del giavellotto | 21ª (q)   | 57,68 m     |      |
| 2017 | Mondiali                     | Londra         | Lancio del giavellotto | 24ª (q)   | 57,51 m     |      |